# Far Harbor
Pour plus de détails, voir Fiche technique et Distribution.
Far Harbor (« Port lointain ») est un film américain écrit, co-produit et réalisé par John Huddles et sorti en 1996. Il raconte le week-end d'un groupe de sept jeunes gens chez un riche yuppie de Long Island.
Il est initialement intitulé Mr. Spielberg's Boat, en raison de la présence dans le film d'un yacht, appartenant à un célèbre réalisateur, ancré dans le port près de la maison et qui joue un rôle important dans le scénario, mais le titre est changé après que Steven Spielberg a refusé la permission d'utiliser son nom. C'est la première apparition au cinéma de Tracee Ellis Ross, mannequin devenue actrice.

## Synopsis
Après la mort de leur fille, Ryland, un ambitieux vendeur, tente de remonter le moral de sa femme, Ellie, en lui offrant un week-end à Long Island, dans l'État de New York. Parmi eux, Arabella, la sœur d'Ellie, est aux côtés de son ex-mari, Frick, scénariste, qui essuie des revers professionnels. Tandis que les autres invités, Brad, Jordan, Kiki et Trey, peinent à gérer leurs relations, Frick est obsédé par l'idée de contacter un cinéaste dont le yacht est amarré à proximité.

## Fiche technique
- Titre original : Far Harbor
- Réalisation et scénario : John Huddles
- Photographie : Tami Reiker (en)
- Montage : Margaret Guinee, Wilt Henderson et Janice Keuhnelian
- Musique : Keola Beamer (en) et Christopher Tyng
- Production : John Huddles, Gary Huddles et Gigi de Pourtales
- Société de production et de distribution : Castle Hill Productions (en)
- Pays d'origine :  États-Unis
- Langue originale : anglais
- Format : couleur
- Genre : drame
- Durée : 88 minutes
- Dates de sortie : 22 novembre 1996 ( États-Unis)

## Distribution
- Edward Atterton : Frick
- Jennifer Connelly : Ellie
- Dan Futterman : Brad
- Marcia Gay Harden : Arabella
- Andrew Lauren : Trey
- George Newbern : Jordan
- Tracee Ellis Ross : Kiki
- Jim True-Frost : Ryland

## Réception
Le film reçoit des critiques généralement négatives. Dans sa critique, le site Three Movie Buffs écrit : « Far Harbor est un film indépendant de 1996 qui ressemble plus à un film étudiant. Il est mal écrit, plusieurs de ses protagonistes sont servis par des acteurs aux prestations médiocres et amateurs et est globalement ennuyeux et vide de vie ».